# Brec Bassinger

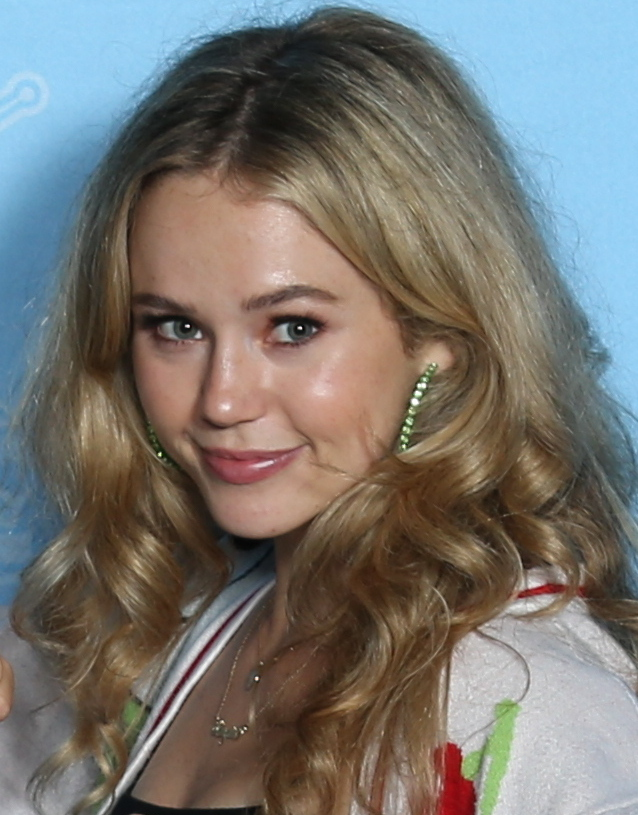
Brec Bassinger (2022)

Brec Bassinger (* 25. Mai 1999 in Saginaw, Texas) ist eine US-amerikanische Schauspielerin. Bekannt wurde sie durch ihre Rolle der Bella Dawson in der Nickelodeon-Serie Bella and the Bulldogs (2015–2016).

## Leben
Bassinger lebt zusammen mit ihrer Mutter in Kalifornien, während der Rest ihrer Familie in Texas geblieben ist. Vor ihrer Schauspielkarriere spielte sie u. a. Basketball und Volleyball und war Cheerleaderin in Wettkämpfen. Im Alter von acht Jahren wurde bei ihr Diabetes vom Typ 1 festgestellt. 2009 gewann sie den Schönheitswettbewerb Little Miss World. Nach ihrem Debüt in der Pilotfolge von Die Goldbergs spielte sie von 2013 bis 2014 in der Nickelodeon-Jugendserie Voll Vergeistert die wiederkehrende Nebenrolle der Emma. Der Sender besetzte sie anschließend als Bella Dawson für seine Jugend-Sitcom Bella and the Bulldogs. 2015 übernahm sie in dem Nickelodeon-Fernsehfilm Lügen haben spitze Zähne die Hauptrolle der Vi.
Von 2020 bis 2022 spielte sie drei Staffeln lang die titelgebende Hauptrolle in der DC-Universe-Serie Stargirl. Dieselbe Rolle verkörperte sie als Cameo in einer 2023 ausgestrahlten Folge der Serie Titans, die gleich wie Stargirl im Multiversum von DC (Arrowverse) spielt.

## Filmografie (Auswahl)
- 2013–2014: Voll Vergeistert (The Haunted Hathaways, Fernsehserie, 10 Episoden)
- 2013, 2016: Die Goldbergs (The Goldbergs, Fernsehserie, 2 Episoden)
- 2015: Nickelodeon’s Ultimate Halloween Costume Party (Fernsehfilm)
- 2015–2016: Bella and the Bulldogs (Fernsehserie, 40 Episoden)
- 2015: Lügen haben spitze Zähne (Liar, Liar, Vampire, Fernsehfilm)
- 2016–2018: School of Rock (Fernsehserie, 12 Episoden)
- 2017: Code Black (Fernsehserie, Episode 2x14)
- 2018: Appgefahren – Alles ist möglich (Status Update)
- 2018: All Night (Fernsehserie, 10 Episoden)
- 2018: Killer Under the Bed
- 2018: Chicken Girls (Fernsehserie, 6 Episoden)
- 2019: 47 Meters Down: Uncaged
- 2019–2024: Willkommen bei den Louds (The Loud House, Fernsehserie, 7 Episoden, Stimme)
- 2020–2022: Stargirl (Fernsehserie, 39 Episoden)
- 2021: Strawberry Spring (Podcastserie, 8 Episoden)
- 2021: Robot Chicken (Fernsehserie, Episode 11x13, Stimme)
- 2023: Titans (Fernsehserie, Episode 4x09)
- 2023: V.C. Andrews’ Dawn (Miniserie, 4 Episoden)
- 2023: Secrets of the Morning (Fernsehfilm)
- 2023: Twilight’s Child (Fernsehfilm)
- 2023: Midnight Whispers (Fernsehfilm)
- 2023: The Man in the White Van
- 2023: Die Tautropfentagebücher (Dew Drop Diaries, Fernsehserie, 3 Episoden, Stimme)
- 2025: Final Destination: Bloodlines